# Domingo Sorace
Domingo Alfonso Sorace Figueroa (Viña del Mar, Chile, 16 de noviembre de 1956-) es un exfutbolista y actual entrenador chileno. Dirige de forma interina a Santiago Wanderers de la Liga de Ascenso de Chile.

## Trayectoria

### Como jugador
Nacido en Viña del Mar, se formó en René Quitral y en Everton de su ciudad natal. Comenzó a alternar con el primer equipo viñamarino durante 1975, formando parte del plantel que se coronó campeón de Primera División en 1976. Además, descendió en 1981, regresando a Primera al año siguiente como subcampeón de la entonces Segunda División. Obtuvo la Copa Polla Gol 1984, además de los subcampeonatos de Primera división en 1977 y 1985. A fines de 1989, dejó la tienda ruletera, siendo con 473 partidos el jugador que más veces defendió al equipo ruletero.
Tras un paso en 1990 por Cobreandino en la Segunda División, se retiró a fines de temporada.

### Como entrenador
En 1991 pasó inmediatamente a trabajar como ayudante técnico en Everton. Entre 1994 y 1995 tuvo un paso como entrenador del primer equipo, dejando al equipo tras la décima fecha del torneo de 1995. Además, dirigió al equipo viñamarino en 2001.
El año 2002 cruzó la vereda, pasando a trabajar en las divisiones inferiores de Santiago Wanderers. a lo largo de los más de 20 años en el equipo porteño, ha sido interino en 3 ocasiones. La primera en 2017,luego en 2021 y desde fines de 2025, tras la destitución de Héctor Robles como entrenador.

## Clubes

### Como jugador
| Club        | País  | Año       |
| ----------- | ----- | --------- |
| Everton     | Chile | 1975-1989 |
| Cobreandino | Chile | 1990      |

### Como entrenador
| Club               | País  | Año       |
| ------------------ | ----- | --------- |
| Everton            | Chile | 1994-1995 |
| Everton            | Chile | 2001      |
| Santiago Wanderers | Chile | 2017      |
| Santiago Wanderers | Chile | 2021      |
| Santiago Wanderers | Chile | 2025-Act. |

## Palmarés

### Como jugador

#### Campeonatos nacionales
| Título                                        | Club    | País  | Año  |
| --------------------------------------------- | ------- | ----- | ---- |
| Primera División                              | Everton | Chile | 1976 |
| Campeonato de Apertura de la Segunda División | Everton | Chile | 1982 |
| Copa Chile                                    | Everton | Chile | 1984 |

### Distinciones individuales
| Distinción                                                                  | Año       |
| --------------------------------------------------------------------------- | --------- |
| Jugador con más partidos oficiales en la historia de Everton (473 partidos) | 1975-1989 |